# Градище (Скрижово)
Градище (на гръцки: Κάστρο Σφελινού, Γκραντήσκος, Градискос) е антично и средновековно отбранително съоръжение, разположено край зъхненското село Скрижово (Скопия), Северна Гърция. Крепостта е обявена от Археологическата служба на Гърция за защитен археологически обект.

## Име
Името на хълма е от български произход, обичайно за българската топонимия. На гръцки е предавано като Γκραντήσκος, Градискос. В 1968 година името Градище е преведено като Ктисмено (Κτισμένο), в превод Изградено. В „Археологико Делтио“ 37/B2 (1982) върхът е наречен Мегас Александрос. Тези имена не се употребяват.

## Местоположение
Крепостта е разположена на естествено укпепен връх в планината Сминица (Меникио), разположен източно от град Сяр (Серес) на 4 km северно от село Сфелинос и на 1,5 km западно от Скрижово. Върхът е труднодостъпен, тъй като има стръмни склонове от всички страни и е заобиколен от две вълбоки дерета от север и юг. Единственият достъп е през тясна шийка, дълга около 400 метра от североизток, водеща до малка врата под североизточния край на крепостта. Това е най-уязвимата точка на крепостта и тук е запазена главната стена.
Крепостта е на 900 - 929 m надморска височина и от нея има отлична видимост към големи участъци от Сярското и Драмското поле до отсрещните планински масиви Кушница (Пангео) на ЮЮИ, Орсовата планина (Кердилия) на ЮЮЗ и Богданската планина (Вертискос) на ЮЗ, както и проходите, които минават през тях.

## История
Планинското укрепено селище е с голям периметър - около 750 - 800 m, и вероятно е създадено през римската епоха, като оцелява вероятно до ранновизантийския период. В „Археологико Делтио“ 37/B2 (1982) се посочва, че „на въпросния хълм има стар акропол вероятно от римско време с останки от стена и сгради вътре. В района се споменава нерисувана керамика, вероятно от римско време.“
Югоизточно и югозападно от замъка в разположените по-ниско, но близо местности Сливна и Ловтища са открити гробници с форма на яма и кутия, които не е изключено да са свързани с крепостта.
Продължителността на живота на крепостта е неизвестна. Подобни укрепени селища от римския до ранновизантийския период са открити и на други места в Сминица - Градището край Везник (Агио Пневма) и Кули в Карликьой (Хионохори). За всички тези крепости се предполага, че са оцелели до V - VII век и са  изоставени при варварските набези на хуни, авари, славяни и други.
Няколко века по-късно, през късновизантийския период, в района се споменава село на име Градище (Γράδιστος), което вероятно се идентифицира със селището на върха. По-конкретно в 1355 година се казва, че „селяните от Зъхна предоставят бащина земеделска земя на Хилендарския манастир близо до пътя в село Градистос (Γράδιστον) и близо до потока Креватас“. Късновизантийското селище изглежда е просто село, а не крепост, тъй като няма нито споменаване, нито следи от късновизантийско укрепление. Може би създаването селището е създадено със строителен материал от крепостта. През този късновизантийски период селището е съжителствало със село Сфелинос, за което има споменавания („εις το χωρίον τον Σφολενόν“) в документи между 1328 и 1345 година, както и със село Скрижово, за което има споменавания в документи от периода 1310 - 1357 година, включително златопечатни грамоти на Стефан Душан и Йоан V Палеолог, които потвърждават там владения на Иверския манастир. Тези села по това време са принадлежали на катепаната Зъхна, чието съществуване е засвидетелствано за първи път през 1310 година. Сфелинос и Скрижово са запазени като села през целия период на турската владичество, за разлика от Градище, което изглежда е изоставен по време на ранното турско владичество.

## Архитектура
Крепостта е зле запазена, тъй като в миналото в местността е имало стрелбище на Гръцката армия, затворено след протести от местни жители.
Крепостта е бил ограден със здрава стена с периметър около 750 - 800 m, вървяща по ос от югозапад на североизток, състояща се от две дълги страни на север и юг, които се стесняват в краищата, образувайки веретенообразна форма. В стените е имало селище. Градежът на стената е от речни камъни със свързващ хоросан между тях и тухли. Стената на места е запазена на значителна височина, а в останалата част личат следите от нея, с изключение на част от северната страна, която е изцяло покрита с растителност. Стената е най-добре запазена от североизточната най-уязвима страна, където има част от стената с дължина около 15-20 m, максимална височина 2,80 m и дебелина 1,60 m. На стената се виждат малки квадратни дупки, 15-20 cm, вероятно от строителното скеле. От удължената южна страна стената е запазена фрагментарно на три места, на височина около 1,5-2 m. На югоизток е открита и една от портите на крепостта. В югозападния край стената е запазена само на височината на основите.
Вътре в укреплението са регистрирании основи на около 200 къщи и други обществени сгради. Има и няколко измазани стени. Късновизантийското селище, споменато в 1355 година, заема склоновете до стените.